# 八重樫徹
八重樫 徹（やえがし とおる、1982年 - ）は、日本の哲学者。専門は現象学（初期現象学、エトムント・フッサール）。学位は、博士（文学）(東京大学・2013年、学位論文『善さはいかにして構成されるのか : フッサール倫理学の研究』)。宮崎公立大学准教授。

## 経歴・活動
1982年、千葉県に生まれる。東京大学大学院人文社会系研究科基礎文化研究専攻博士課程修了。2013年『善さはいかにして構成されるのか : フッサール倫理学の研究』で東京大学より博士号を取得した。
初期現象学における倫理学・価値論や、現代英語圏の倫理学・人生の意味の哲学・感情の哲学などを研究している。

## 著作

### 単著
- 『フッサールにおける価値と実践』水声社、2017年

### 共著
- 植村玄輝・八重樫徹・吉川孝『ワードマップ 現代現象学』新曜社、2017年
- 本多康作・八重樫徹・谷岡知美『ヘイトスピーチの何が問題なのか』法政大学出版局、2017年